# Gondomar (Spanien)
Gondomar ist eine galicische Stadt in der Provinz Pontevedra im Nordwesten Spaniens mit 15.103 Einwohnern (Stand: 2024). 

## Geografie
Die Gemeinde ist Teil der historischen Region Valle Miñor. Heute ist sie administrativ in die Region Vigo integriert. Sie befindet sich in der natürlichen Umgebung des Miñor-Tals zwischen der Bergkette Galiñeiro und den Ufern des Flusses Miñor. Sie grenzt im Norden an die Gemeinde Vigo, im Westen an Nigrán und Bayona, im Süden an Tuy und Tomiño und im Osten an Tuy, Vigo und Porriño.

## Gemeindegliederung
Die Gemeinde Gondomar ist in zehn Parroquias gegliedert:
| Parroquias | Patrozinium  | Einwohner 2024 | Fläche km² | Dichte Einw./km² | Höhe msnm | Ortskennzahl |
| ---------- | ------------ | -------------- | ---------- | ---------------- | --------- | ------------ |
| Borreiros  | San Martiño  | 1.386          | 4,26       | 325              | 24        | 36021010000  |
| Chaín      | Santa María  | 907            | 3,00       | 302              | 200       | 36021030000  |
| Couso      | San Cristovo | 413            | 7,22       | 57               | 199       | 36021020000  |
| Donas      | Santa Baia   | 1.624          | 9,23       | 176              | 70        | 36021040000  |
| Gondomar   | San Bieito   | 3.876          | 4,14       | 936              | 10        | 36021050000  |
| Mañufe     | San Vicente  | 1.440          | 8,31       | 173              | 9         | 36021060000  |
| Morgadáns  | Santiago     | 1.239          | 13,49      | 92               | 155       | 36021070000  |
| Peitieiros | San Miguel   | 1.006          | 6,29       | 160              | 129       | 36021080000  |
| Vilaza     | Santa María  | 985            | 3,77       | 261              | 66        | 36021090000  |
| Vincios    | Santa Mariña | 2.167          | 14,69      | 148              | 259       | 36021100000  |

## Wirtschaft
| Ackerbau, Viehzucht und Fischerei                                                  | 096   | 01,48  |
| Industrie                                                                          | 1.309 | 020,24 |
| Bauwirtschaft                                                                      | 0607  | 09,38  |
| Dienstleistungsbetriebe                                                            | 4.456 | 068,89 |
| Total                                                                              | 6.468 | 100,00 |
| * Daten aus dem Statistischen Amt für Wirtschaftliche Entwicklung in Galicien, IGE |       |        |

## Geschichte
Die Gemeinde Gondomar ist reich an archäologischen Fundstätten. Ihre geografische Vielfalt begünstigt das Vorhandensein von Überresten aus verschiedenen Epochen. Aus dem Paläolithikum wurden in Chan do Cereixo mehr als 200 geschnitzte Quarzitwerkzeuge gefunden. 
Aus der Zeit der römischen Präsenz gibt es Hinweise auf einen wichtigen Kommunikationsweg, der über die Ortsteile Couso und Donas bis nach Vigo führte.
Im Mittelalter gab es einen bedeutenden demographischen Anstieg. Zu dieser Zeit kamen der romanische und gotische Architekturstil in die Gemeinde. Hervorzuheben sind die Kirchen von Santa Eulalia de Donas, San Miguel de Peitieiros und Santa Marina. 